# Distrito de Balrampur
Balrampur (en hindi; बलरामपुर जिला) es un distrito de India en el estado de Uttar Pradesh. Código ISO: IN.UP.BP.
Comprende una superficie de 3 457 km².
El centro administrativo es la ciudad de Balrampur.

## Demografía
Según censo 2011 contaba con una población total de 2 149 066 habitantes.